# Mansi
Pour les articles homonymes, voir Mansi (homonymie).
Cet article concerne la langue mansi. Pour le peuple mansi, voir Mansis.
Le mansi (ou vogoul) est une langue appartenant (avec le khanty) au groupe ob-ougrien de la famille des langues finno-ougriennes. Le mansi et le khanty sont étroitement apparentés au hongrois, avec lequel ils forment la branche ougrienne de la famille finno-ougrienne. Le mansi est la langue maternelle d'une partie des Mansis, un peuple du Nord-Ouest de la Sibérie, installé principalement au bord des rivières Sosva et Konda et de leurs affluents. Le nombre de locuteurs est évalué à 938.

## Dialectes
Le mansi se subdivise en quatre dialectes principaux. Le plus parlé est le dialecte du nord, sur lequel est fondée la langue écrite. On distingue également les dialectes de l'est (ou de la Konda), de l'ouest et du sud (ou de la Tavda). Les deux derniers sont aujourd'hui éteints.

## Caractéristiques
La déclinaison du mansi comprend six cas : le nominatif (marque zéro), le locatif (suffixe -t), le latif (suffixe -n), l'ablatif (suffixe -nel), le translatif (suffixe -iγ/-γ/-jiγ) et l'instrumental (suffixe -l).
Les noms possèdent trois nombres : le singulier, le duel (suffixe -iγ/-γ/-jiγ) et le pluriel (suffixe -t). Au pluriel et au duel, les suffixes casuels sont les mêmes qu'au singulier, mais le translatif n'est utilisé qu'au singulier.
L'adjectif attribut s'accorde en nombre avec le sujet. Mais l'adjectif épithète ne s'accorde ni en nombre ni en cas avec le substantif auquel il se rapporte.
De même que plusieurs autres langues finno-ougriennes, le mansi exprime les rapports de possession au moyen de suffixes possessifs. Ceux-ci varient selon le nombre et la personne du possesseur et se construisent sur le mot désignant l'objet possédé. Exemple : kol « maison » → kole « sa maison », kolmen « notre maison (à nous deux) », koluw « notre maison (à nous qui sommes plus de deux) », kolen « votre maison (à vous deux) », kolan « votre maison (à vous qui êtes plus de deux) », etc.
La conjugaison du mansi comporte trois nombres (singulier, duel, pluriel), deux temps (le présent et le prétérit), quatre modes (indicatif, conditionnel, impératif, précatif) et deux voix (active et passive). De même qu'en hongrois, il existe deux conjugaisons : la conjugaison indéfinie (ou subjective) et la conjugaison définie (ou objective) dans laquelle la forme verbale comporte un suffixe faisant référence au complément d'objet.

## Écriture
Un alphabet latin mansi est adopté en 1932, basé sur l’Alphabet nordique unifié.
Un alphabet cyrillique mansi remplace l’alphabet latin en 1937. Celui-ci sera révisé avec des lettres additionelles par la suite.
| А а | А̄ а̄ | Б б | В в | Г г | Д д | Е е | Е̄ е̄ | Ё ё | Ё̄ ё̄ |
| Ж ж | З з | И и | Ӣ ӣ | Й й | К к | Л л | М м | Н н | Ӈ ӈ |
| О о | О̄ о̄ | П п | Р р | С с | Т т | У у | Ӯ ӯ | Ф ф | Х х |
| Ц ц | Ч ч | Ш ш | Щ щ | Ъ ъ | Ы ы | Ы̄ ы̄ | Ь ь | Э э | Э̄ э̄ |
| Ю ю | Ю̄ ю̄ | Я я | Я̄ я̄ |     |     |     |     |     |     |